# Incurvaria
Incurvaria es un género de polillas de la familia Incurvariidae.

## Especies
- Incurvaria alniella (Issiki, 1957)
- Incurvaria circulella (Zetterstedt, 1839)
- Incurvaria evocata (Meyrick, 1924)
- Incurvaria koerneriella (Zeller, 1839)
- Incurvaria masculella (Denis & Schiffermuller, 1775)
- Incurvaria oehlmanniella (Hubner, 1796)
- Incurvaria pectinea Haworth, 1828
- Incurvaria ploessli Huemer, 1993
- Incurvaria praelatella (Denis & Schiffermuller, 1775)
- Incurvaria takeuchii Issiki, 1957
- Incurvaria triglavensis Hauder, 1912
- Incurvaria vetulella (Zetterstedt, 1839)